# Galvács
Galvács ist eine ungarische Gemeinde im Kreis Edelény im Komitat Borsod-Abaúj-Zemplén.

## Geografische Lage
Galvács liegt in Nordungarn, 35 Kilometer nördlich des Komitatssitzes Miskolc und 14 Kilometer nordöstlich der Kreisstadt Edelény. Die Nachbargemeinde Meszes liegt drei Kilometer nordöstlich, Abod sechs Kilometer südlich und die nächste Stadt Szendrő fünf Kilometer westlich von Galvács.

## Geschichte
Im Jahr 1907 gab es in der damaligen Kleingemeinde 76 Häuser und 408 Einwohner auf einer Fläche von 2605 Katastraljochen. Sie gehörte zu dieser Zeit zum Bezirk Szendrő im Komitat Borsod.

## Sehenswürdigkeiten
- Römisch-katholische Kapelle Szent István király, erbaut 1864, in der auch die Gottesdienste der griechisch-katholischen Gemeinde stattfinden
- Schloss Törley (Törley-kastély)
- Weltkriegsdenkmal

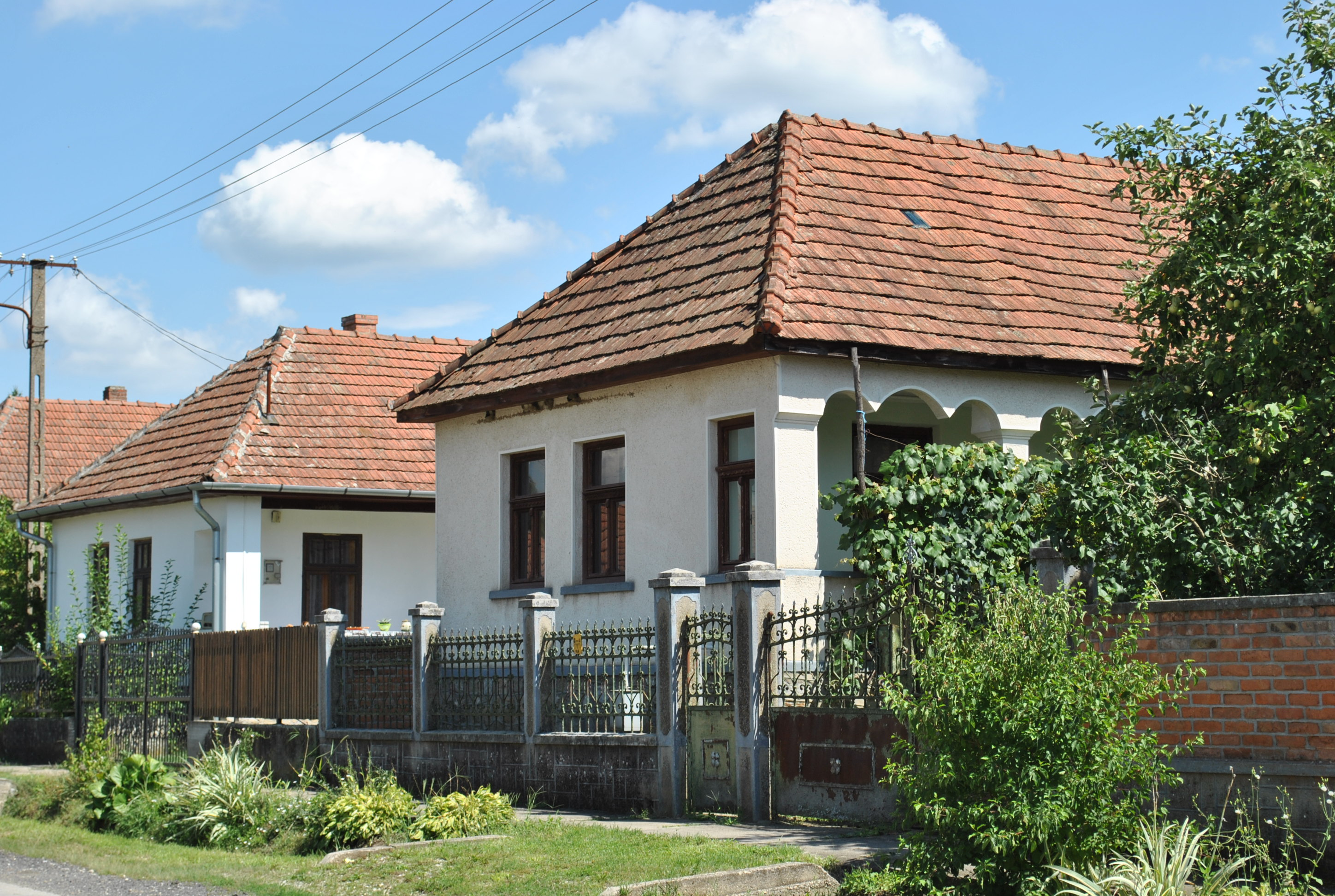
Häuserzeile in der Ortsmitte
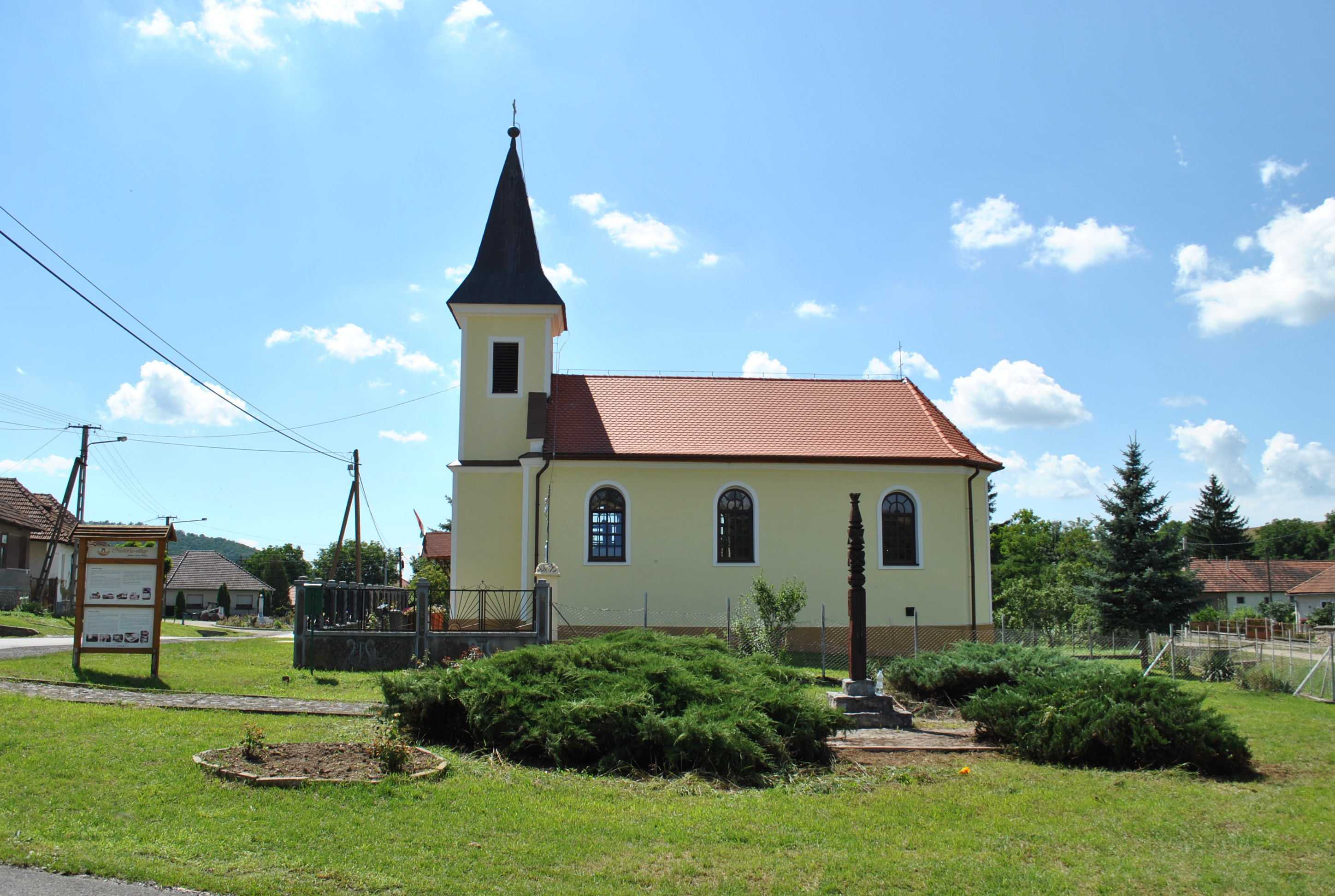
Römisch-katholische Kapelle Szent István király
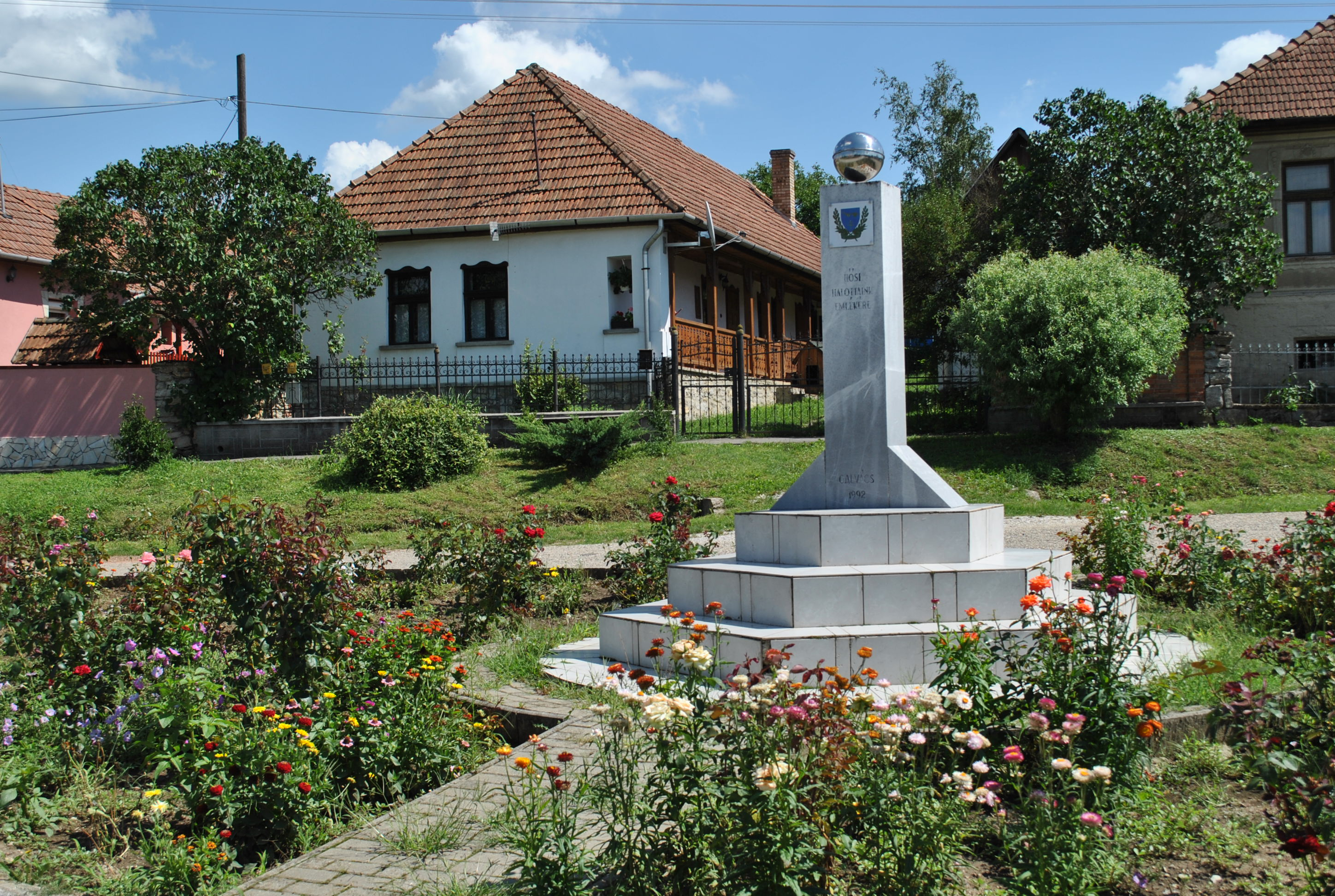
Weltkriegsdenkmal

## Verkehr
Durch Galvács verläuft die Landstraße Nr. 2615. Es bestehen Busverbindungen nach Szendrő, wo sich der nächstgelegene Bahnhof befindet.